# Сити-холл (линия Лексингтон-авеню, Ай-ар-ти)
| 6 · <6> |
|         |

| 6 · <6> |
|         |

Сити-холл (англ. City Hall) — бывшая станция Нью-Йоркского метро, расположенная на линии Лексингтон-авеню около ратуши Нью-Йорка. Она представлена одной боковой платформой, в виде полукруга, и обслуживает один путь. С 31 декабря 1945 года станция закрыта.
Станция в неороманском стиле была открыта 27 октября 1904 года в составе первой очереди сети Interborough Rapid Transit Company (IRT). В это время поезда ходили от данной станции до 145-й улицы. Со временем станция перестала подходить под ряд новых стандартов (платформа была слишком короткой, а радиус поворота слишком маленьким) и была закрыта. Из-за её строения эту станцию также называют City Hall loop.
Сегодня поезда 6 и экспрессы <6> делают безостановочный оборот через станцию. Её можно увидеть, если не выходить из состава на конечной станции Бруклинский мост — Сити-холл. В поездах на станции Бруклинский мост — Сити-холл объявляют: «Это последняя остановка южного направления. Следующая остановка Бруклинский мост — Сити-холл в направлении на север».
Благодаря сохранившемуся ретрооформлению, эта станция не раз использовалась при съёмках кино. Например, её можно увидеть в таких фильмах, как «Мутанты» и «Фантастические твари и где они обитают».

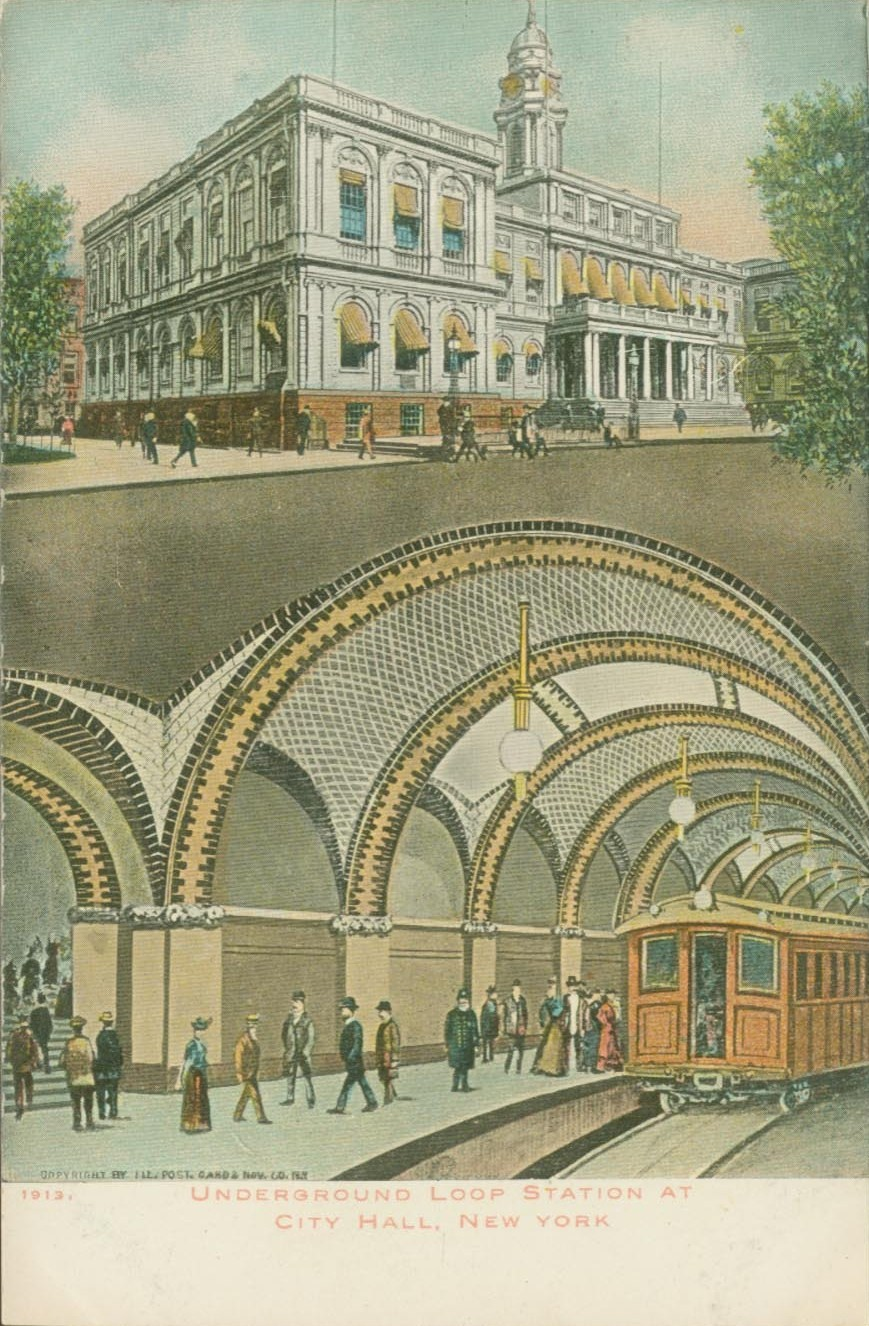
Изображение на открытке начала XX века
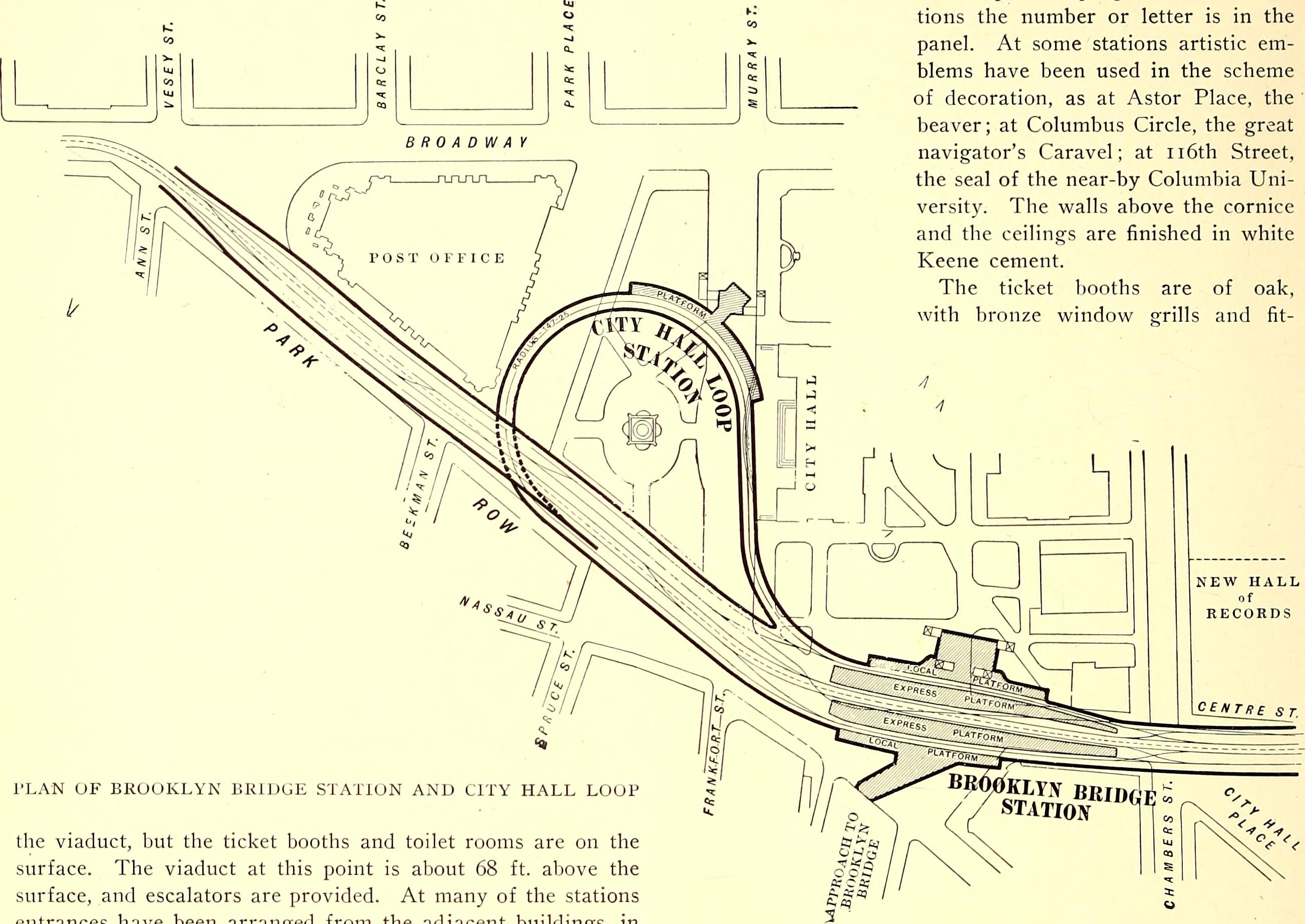
План станции
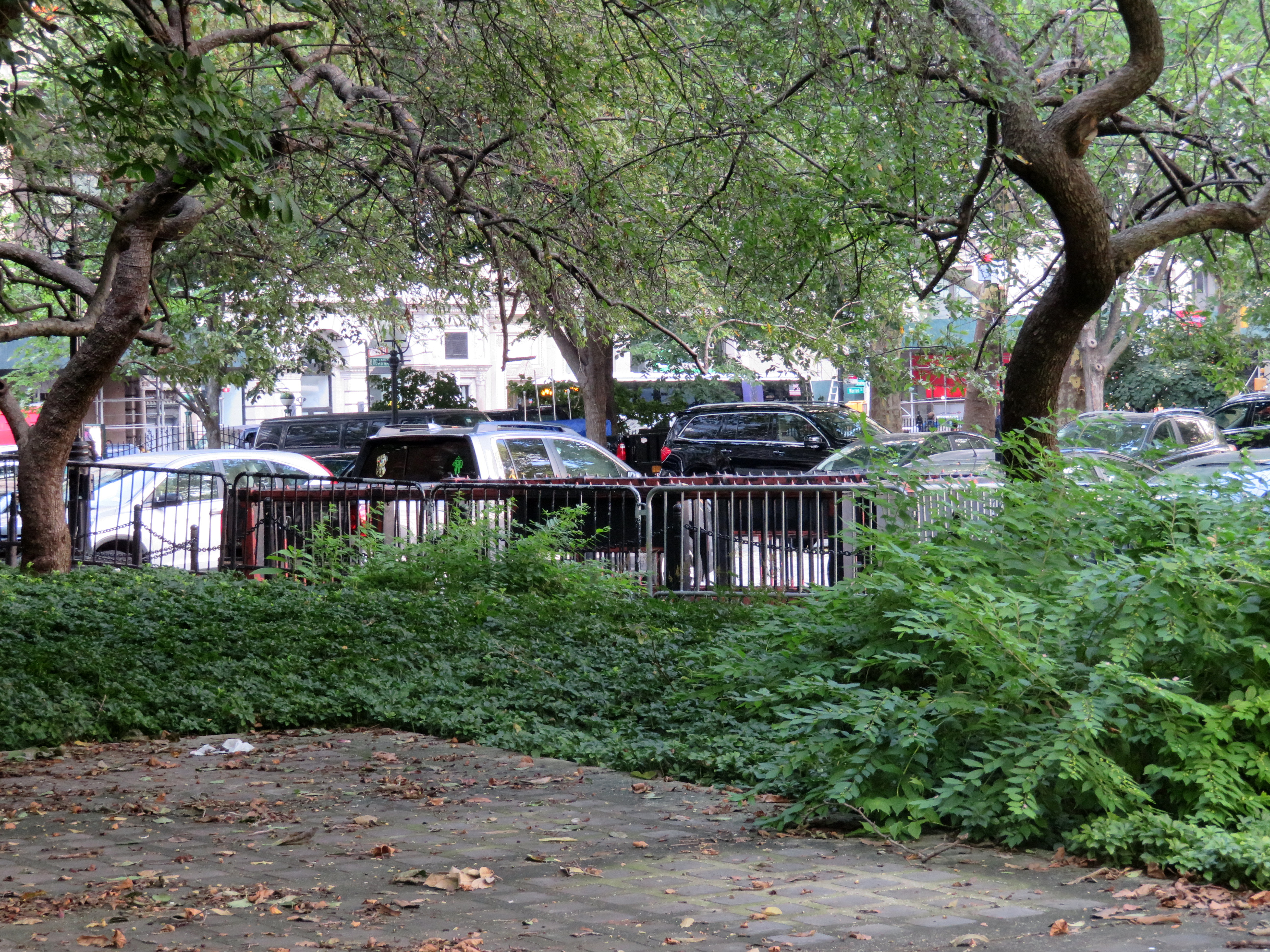
Аварийный выход в парке у ратуши
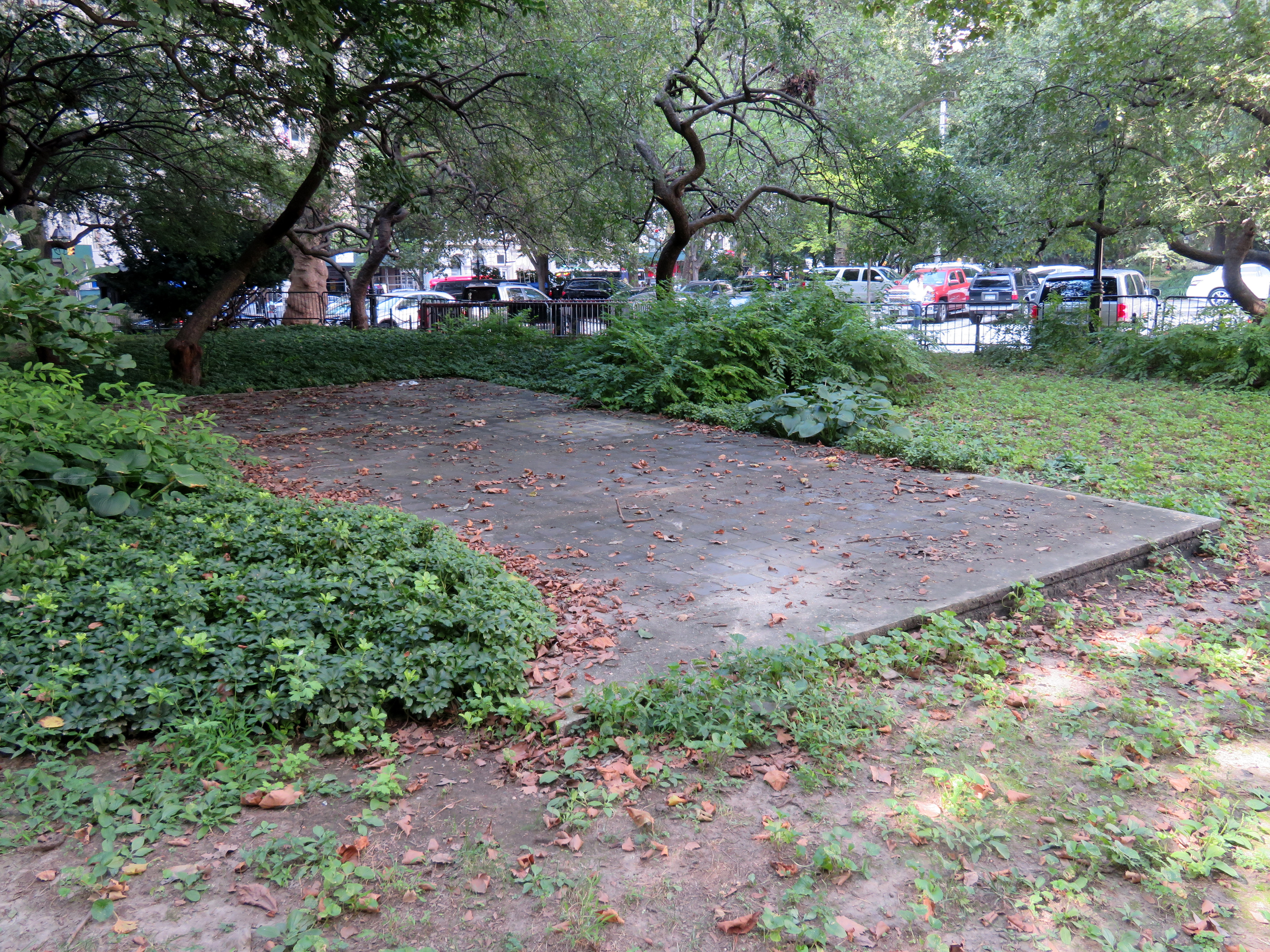
Стеклоблоки в потолке станции, вид сверху